# Поташня (Черкаський район)
Пота́шня — село в Україні, у Черкаському районі Черкаської області, підпорядковане Степанецькій сільській громаді.

## Історія
Ще у люстрації Київського воєводства за 1622 рік є згадка про сільце Поташню, у якій говориться: «В том же старостве есть Буда — Поташняя, у которой еще несколько лет может изготовляться поташ. После того, как лес будет срублен, которого уже мало осталось, она должна будет снесена. В год приносит 950 флоринов». Хоча з часом добування поташу було припинено, та сільце, те що було засновано поблизу виробництва, залишилося, успадкувавши назву.
У 1790 році Поташня налічувала 48 дворів. Тут у 1846 році власником села Йосипом Гнатовичем Понятовським засновано цукровий завод з паровим обладнанням, що виготовляв до 7000 пудів цукру із 25000 берковців буряку.
За часи існування радянської влади на селі центральний корпус заводу був розібраний мешканцями села для будівництва льохів, Залишилися вцілілими лише деякі склади — комори та замулений ставок, що й досі має назву «Заводський».

## Пам'ятки
- Гайдамацьке — заповідне урочище місцевого значення.
- Кратове — заповідне урочище місцевого значення.
- Перегонівка — заповідне урочище місцевого значення.

## Джерело
- Канівська районна державна адміністрація Черкаської області[недоступне посилання з квітня 2019]